# Attacco con solo testo cifrato
In crittografia un attacco con solo testo cifrato (o attacco con testo cifrato noto) è un tipo di attacco crittanalitico in cui un attaccante ha accesso solo al messaggio cifrato. Questo tipo è il modello di attacco che normalmente viene alla mente alle persone comuni quando si parla di violazione di un codice cifrato. L'attacco ha successo completo se è possibile dedurre il corrispondente testo in chiaro o, meglio ancora, la chiave di cifratura. È considerato un successo anche la possibilità di ottenere qualunque tipo di informazione sul messaggio in chiaro.
Nella storia della crittografia i primi cifrari, implementati utilizzando carta e penna, erano generalmente violati avendo accesso solo ai testi cifrati: i crittografi svilupparono tecniche statistiche per attaccare questi messaggi quali l'analisi delle frequenze. Le macchine cifranti come l'Enigma resero questi attacchi molto più difficili. Con la potenza di calcolo e la velocità elaborativa dei computer attuali i crittografi cercano di progettare i moderni cifrari in modo che siano resistenti agli attacchi con solo testo cifrato. Il processo che porta alla designazione di un nuovo standard crittografico richiede in genere diversi anni ed include l'analisi esaustiva di grandi quantità di testi cifrati per scovare qualsiasi minimo scostamento statistico del messaggio cifrato da un flusso casuale di bit (vedi: Processo di standardizzazione dell'Advanced Encryption Standard). Tuttavia ci sono ancora casi di cifrari deboli o mal strutturati che non sono stati soggetti di un vaglio così accurato e che hanno dimostrato di essere soggetti ad un attacco con solo testo cifrato:
- le prime versioni del software Microsoft PPTP per la creazione di tunnel cifrati su reti pubbliche utilizzavano la stessa chiave RC4 per il mittente ed il destinatario: in tutti i casi in cui un cifrario a flusso come l'RC4 viene utilizzato per cifrare due volte con la stessa chiave gli stessi dati si espongono questi ultimi ad un attacco con solo testo cifrato[1];
- il protocollo di sicurezza WEP per reti Wi-Fi era vulnerabile a diversi attacchi, molti dei quali basati sui soli testi cifrati[2];
- il cifrario Akelarre, proposto nel 1996, nato combinando i cifrari International Data Encryption Algorithm ed RC5, si rivelò essere sensibile agli attacchi con solo testo cifrato[3]
- qualsiasi cifrario la cui chiave sia troppo piccola è soggetto ad un attacco a forza bruta accedendo solo al testo cifrato e provando semplicemente tutte le possibili chiavi. Tutto ciò che serve è solo un modo per distinguere il testo in chiaro corretto dagli altri ma questo non è mai un grosso problema nel caso dei linguaggi naturali. Un esempio è il DES, con la sua chiave a 56 bit.
- Molti sistemi di sicurezza commerciali che basano la loro forza su cifrari ritenuti inviolabili come l'AES derivano però la chiave da una password scelta dall'utente, e troppo spesso questa password non è sufficientemente robusta dato che di norma una persona tende ad usare parole facilmente memorizzabili e non lunghe sequenze casuali, cosa che espone i dati protetti a violazioni condotte con semplici attacchi con solo testo cifrato.